# Acacia cowleana
Acacia cowleana är en ärtväxtart som beskrevs av Tate. Acacia cowleana ingår i släktet akacior, och familjen ärtväxter. Inga underarter finns listade i Catalogue of Life.